# Тамарин, Борис Петрович
Бори́с Петро́вич Тама́рин (настоящая фамилия Хмыров; 10 августа 1894, Белосток, Гродненская губерния — 3 июля 1978, Москва) — советский театральный и киноактёр и режиссёр. Заслуженный деятель искусств РСФСР (1966).

## Биография
С 1915 года в течение 10 лет служил артистом в Московском художественном театре, в 1918 году окончил Школу-студию МХАТ. После 1925 года — ассистент режиссёра, режиссёр в московском Театре ВЦСПС, в ленинградском Большом драматическом театре имени Г.А. Товстоногова, в Государственном театре оперы и балета Белорусской ССР.
В период Великой Отечественной войны был главным режиссёром 2-го Фронтового театра ВТО.
С 1948 года — режиссёр на Центральном телевидении.
Похоронен на Донском кладбище Москвы .

## Творчество
Снимался в кино с 1915 года. Является первым в советское время исполнителем роли Лермонтова.
Фильмография
| Год  |   | Название                            | Роль                                                                        |
| ---- | - | ----------------------------------- | --------------------------------------------------------------------------- |
| 1915 | ф | Белая колоннада                     | эпизод                                                                      |
| 1915 | ф | Он                                  | студент                                                                     |
| 1916 | ф | Его глаза                           | эпизод                                                                      |
| 1918 | ф | Девьи горы                          | эпизод                                                                      |
| 1919 | ф | Пунин и Бабурин                     | Бабурин                                                                     |
| 1919 | ф | Три портрета                        | Имя персонажа не указано                                                    |
| 1925 | ф | Коллежский регистратор              | Минский, гусар                                                              |
| 1926 | ф | Декабристы                          | Иван Анненков                                                               |
| 1927 | ф | Каприз Екатерины II (не сохранился) | эпизод                                                                      |
| 1927 | ф | Поэт и царь                         | барон Жорж Шарль Дантес                                                     |
| 1928 | ф | Капитанская дочка                   | Пугачёв                                                                     |
| 1928 | ф | Проданный аппетит                   | эпизод                                                                      |
| 1929 | ф | В город входить нельзя              | поручик Фогель                                                              |
| 1930 | ф | Кавказский пленник                  | Лермонтов (главная роль)                                                    |
| 1935 | ф | Аэроград                            | эпизод                                                                      |
| 1936 | ф | Заключённые                         | Юрий Николаевич Садовский, инженер-гидротехник, осуждённый за вредительство |
| 1938 | ф | Враги                               | Николай Скроботов                                                           |
| 1938 | ф | Юные коммунары                      | майор Фабр                                                                  |

режиссёр, сценарист
1955 Хористка (короткометражный)

### Избранные труды
- Тамарин Б. П. Показ театральных спектаклей из телевизионной студии. — М.: Б. и., 1960. — 79 с. — [Библиотечка работника радиовещания и телевидения][4]

## Награды
- Заслуженный деятель искусств РСФСР (28.2.1966).